# Cour administrative suprême (Portugal)
 (octobre 2023).
Si vous disposez d'ouvrages ou d'articles de référence ou si vous connaissez des sites web de qualité traitant du thème abordé ici, merci de compléter l'article en donnant les références utiles à sa vérifiabilité et en les liant à la section « Notes et références ».
La Cour administrative suprême (portugais : Supremo Tribunal Administrativo) est une juridiction portugaise qui traite des questions relatives aux relations juridiques administratives et fiscales. Ce tribunal fonctionne sans préjudice de la compétence de la Cour constitutionnelle du Portugal.
En vertu de la loi n°13/2002 du 19 février 2002 modifiée portant Statut des tribunaux administratifs et fiscaux, la Cour est divisée en deux sections, chacune présidées par le Président de la Cour et un Vice-président. La première section est compétente en matière de contentieux administratif général, la seconde en matière fiscale. Les sections fonctionnent en formations de trois juges ou en plénière. La section siégeant en formation plénière se réunie dans les cas où une uniformisation du droit est souhaitable, pour répondre aux demandes d'avis des juridictions inférieures ou en appel des décisions des formations de trois juges lorsque la Cour est compétente en première instance. Il existe également une assemblée plénière de la Cour, composée du Président de la Cour, des vice-présidents, et des cinq juges les plus anciens de chaque section, pour uniformiser la jurisprudence des deux sections.
Le Président de la Cour et les Vice-président (un pour chaque section) sont élus par leurs pairs pour un mandat de cinq années, non-renouvelable.
La Cour administrative suprême du Portugal est une cour de cassation, c'est-à-dire qu'elle ne juge que du droit et non des faits dans les litiges administratifs ou fiscaux dont elle est saisie, le plus souvent par pourvoi contre les décisions des Cours administratives d'appel.